# مديحة الحسيني
مديحة الحسيني، ممثلة مصرية بدأت مسيرتها الفنية عام  2002

## سيرتها
مديحة الحسيني، ممثلة مصرية، شابة وأعمالها الفنية قليلة بالنسبة لمسيرتها الفنية التي بدات من عام 2002 شاركت بالتمثيل في عدد من الأعمال الفنية، ومنها: نعتذر عن هذا الحلم عام 2005 ومسلسل شارع عبد العزيز عام 2011، ومسلسل نكدب لو قلنا مابنحبش عام 2013.ومن الافلام التي شارت بها فيلم بعد الموقعة عام  2012

## أعمالها

### المسلسلات
- خارج السيطرة 2021
- طريقي 2015
- اتهام 2014
- نكدب لو قلنا مابنحبش 2013
- شارع عبد العزيز2011
- اختفاء سعيد مهران 2010
- نعتذر عن هذا الحلم 2005
- وحلقت الطيور نحو الشرق [3] 2002

### الأفلام
- تحت الترابيزة2016
- قبل الربيع 2013
- بعد الموقعة 2012

### سيت كوم
3x1 2011

## وصلات خارجية
- مديحة الحسيني على موقع الدهليز
- مديحة الحسيني على موقع قاعدة بيانات الأفلام العربية